# Ла-Тронш
Ла-Тронш (фр. La Tronche) — муніципалітет у Франції, у регіоні Овернь-Рона-Альпи, департамент Ізер. Населення — 6470 осіб (01.01.2021).
Муніципалітет розташований на відстані близько 480 км на південний схід від Парижа, 95 км на південний схід від Ліона, 3 км на північний схід від Гренобля.

## Історія
До 2015 року муніципалітет перебував у складі регіону Рона-Альпи. Від 1 січня 2016 року належить до нового об'єднаного регіону Овернь-Рона-Альпи.

## Демографія
Динаміка населення (INSEE ):
Розподіл населення за віком та статтю (2006):
| Стать | Всього | До 15 років | 15-24 | 25-44 | 45-64 | 65-85 | Понад 85 |
| --- | ------ | ----------- | ----- | ----- | ----- | ----- | -------- |
| Чоловіки | 2770   | 484         | 585   | 670   | 632   | 355   | 44       |
| Жінки | 3305   | 351         | 708   | 761   | 760   | 572   | 153      |
| \| Статево-вікова піраміда \| Статево-вікова піраміда \| Статево-вікова піраміда \| \| ----------------------- \| ----------------------- \| ----------------------- \| \| Чоловіки \| Вік \| Жінки \| \| 44 \| 85 + \| 153 \| \| 122 \| 80-84 \| 154 \| \| 76 \| 75-79 \| 160 \| \| 89 \| 70-74 \| 137 \| \| 68 \| 65-69 \| 121 \| \| 125 \| 60-64 \| 137 \| \| 169 \| 55-59 \| 225 \| \| 145 \| 50-54 \| 201 \| \| 193 \| 45-49 \| 197 \| \| 173 \| 40-44 \| 184 \| \| 121 \| 35-39 \| 181 \| \| 157 \| 30-34 \| 180 \| \| 219 \| 25-29 \| 216 \| \| 343 \| 20-24 \| 420 \| \| 242 \| 15-20 \| 288 \| \| 189 \| 10-14 \| 170 \| \| 149 \| 5-9 \| 108 \| \| 146 \| 0-4 \| 73 \| |        |             |       |       |       |       |          |
| Статево-вікова піраміда |        |             |       |       |       |       |          |
| Чоловіки | Вік    | Жінки       |       |       |       |       |          |
| 44 | 85 +   | 153         |       |       |       |       |          |
| 122 | 80-84  | 154         |       |       |       |       |          |
| 76 | 75-79  | 160         |       |       |       |       |          |
| 89 | 70-74  | 137         |       |       |       |       |          |
| 68 | 65-69  | 121         |       |       |       |       |          |
| 125 | 60-64  | 137         |       |       |       |       |          |
| 169 | 55-59  | 225         |       |       |       |       |          |
| 145 | 50-54  | 201         |       |       |       |       |          |
| 193 | 45-49  | 197         |       |       |       |       |          |
| 173 | 40-44  | 184         |       |       |       |       |          |
| 121 | 35-39  | 181         |       |       |       |       |          |
| 157 | 30-34  | 180         |       |       |       |       |          |
| 219 | 25-29  | 216         |       |       |       |       |          |
| 343 | 20-24  | 420         |       |       |       |       |          |
| 242 | 15-20  | 288         |       |       |       |       |          |
| 189 | 10-14  | 170         |       |       |       |       |          |
| 149 | 5-9    | 108         |       |       |       |       |          |
| 146 | 0-4    | 73          |       |       |       |       |          |

## Економіка
2010 року серед 4235 осіб працездатного віку (15—64 років) 2825 були активними, 1410 — неактивними (показник активності 66,7%, у 1999 році було 59,2%). З 2825 активних мешканців працювало 2605 осіб (1288 чоловіків та 1317 жінок), безробітними було 220 (105 чоловіків та 115 жінок). Серед 1410 неактивних 963 особи були учнями чи студентами, 185 — пенсіонерами, 262 були неактивними з інших причин.

У 2010 році в муніципалітеті числилось 2534 оподатковані домогосподарства, у яких проживали 5561,0 особи, медіана доходів виносила 25 846 євро на одного особоспоживача

## Відомі особистості
В поселенні народився:
- Мельник-Боткін Костянтин Костянтинович (1927—2014) — французький розвідник, політолог, мемуарист.